# JR東日本E653系電車
E653系電車（E653けいでんしゃ）は、東日本旅客鉄道（JR東日本）の交直流両用特急形電車。

## 概要
常磐線特急は、1989年（平成元年）3月から651系の導入が進められていたが、停車駅の多い「ひたち」には国鉄から継承した485系が引き続き使用されており、それらの置き換え用として開発された。
車両デザインはGKインダストリアルデザイン、製造は日立製作所・近畿車輛・東急車輛製造の3社が担当した。
本系列は「ひたち」用を含む「JR東日本管内で運用される485系の取替」を視野に開発が行われた。そのため設計コンセプトは「East Japan Standard Express=これからの定番特急」「Sophisticated Simplicity=洗練されたシンプルさ」とされた。
国鉄分割民営化後に設計・開発された一般旅客輸送用交直流電車としては唯一の商用電源周波数50 / 60 Hz両用対応車とされた。これは485系電車引退後の波動輸送・団体輸送に対応できるように北陸本線への乗り入れをあらかじめ考慮した。
1998年度財団法人日本産業デザイン振興会グッドデザイン賞受賞。

## 構造
本項では落成時の仕様について解説を行う。

### 車体
「優雅さと力強さ」をコンセプトとした。アルミニウム合金製大形中空押出型材を用いたダブルスキン構造を営業用鉄道車両としては初めて採用し、軽量化と構体構造の簡素化を図り、全車耐寒耐雪構造を施している。車体の裾絞りは上部下部とも最小限に抑えることにより客室空間を拡張させているため、651系から続いたハの字型の車体形状ではなくなっている。客用扉は上野方制御車のクハE652形のみ片側2扉それ以外は1扉とされ、車内側には全車青色の塗装が施されている。またK70・K71編成にはドア開閉時に『ドアが閉まります』等の警告音声が、ドア付近で流れる装置を追設している。
車体側面の行先表示器は3色LED式で行先・愛称のほか号車番号を表示する。
空調装置は集約分散式冷房装置のAU724形（18.6 kW ≒ 16,000 kcal/h）を2基搭載しており、車体にマッチさせるためFRP製大型カバーを装着。端部にラジオ輻射装置用アンテナを内蔵する。
先頭部は衝撃吸収材を設けたボンネット構造の非貫通高運転台とし、前照灯はシールドビーム・HIDランプ各2灯を前面腰部、プロジェクションランプ2灯を運転台上部に設置。このほか、特殊印刷処理によるパターンをパネル全面に発光する装置を下部前照灯上部に搭載しており「Hitachi express」のロゴが表示されるようになっている。
落成当初の塗装は、上部を651系や常磐線中距離電車で運用されていた415系鋼製車と共通の白（ホワイトブロッサム＝white blossom：白梅の花）、窓周りをシルバーメタリック（チタニウムメタリック＝titanium metallic：チタンの輝き）とし、下部については編成ごとで異なる常磐線沿線の観光資源をイメージしたカラーを採用。乗降口横にはそれぞれのカラーごとにシンボルマークが配された。
| 車体色                                                    | 車体色     | 編成         | 製造所       | モチーフ                | 備考        |
| --------------------------------------------------------- | ---------- | ------------ | ------------ | ----------------------- | ----------- |
| スカーレットブロッサム （scarlet blossm：緋色の花・紅梅） |            | K301・K305   | 日立製作所   | - 偕楽園 - 好文亭       | 7両基本編成 |
| ブルーオーシャン （blue ocean：青い大洋）                 |            | K302・K308   | 日立製作所   | - 塩屋埼灯台 - 太平洋   | 7両基本編成 |
| イエロージョンキル （yellow jonquil：黄スイセン）         |            | K303・K306   | 近畿車輛     | - ひたち海浜公園 - 水仙 | 7両基本編成 |
| グリーンレイク （green lake：緑の湖）                     |            | K304・K307   | 東急車輛製造 | - 霞ヶ浦 - 帆曳舟       | 7両基本編成 |
| オレンジパーシモン （orange persimmon：橙色の柿）         |            | K351         | 近畿車両     | - 袋田の滝 - 紅葉       | 4両付属編成 |
| オレンジパーシモン （orange persimmon：橙色の柿）         | K352       | 東急車輛製造 |              | - 袋田の滝 - 紅葉       | 4両付属編成 |
| オレンジパーシモン （orange persimmon：橙色の柿）         | K353・K354 | 日立製作所   |              | - 袋田の滝 - 紅葉       | 4両付属編成 |

### 車内
全席普通車で、インテリアは「機能性と無駄の排除」を主題とし、天井横方向に設けたリブ状突起・客室仕切りや天井近くに使用した鏡・客室仕切扉用強化ガラスなどで空間に広がりを持たせた。客室は乗客に近い位置にファブリック系素材、離れた位置にクリスタル素材を使用し、仕切り壁・荷棚下面は曇りガラスを模した素材とした。出入り台付近壁面には鏡面材や曲面の木目材を使用する。内装はダブルスキン構体に一体成型されたカーテンレール状の取り付け座（マウンティングレール）に、あらかじめアウトワークで製作した荷棚、座席などのモジュール品を取り付けている。
シートピッチは定員確保を考慮して485系電車と同一の910 mmとしたが、座席スライド機構の採用・背面部スリム化による実質的間隔拡大・ヒーターを床置からつりさげ式変更による足元空間拡大・シートバック背面の曲面構成化などによる視覚的圧迫感緩和などの改良を実施し居住性向上が図られた。これにより定員は7両編成で485系より7名多い466名を確保した。このほか客室側鴨居部に情報案内装置を装備する。
2005年に7年ぶりに新製したK354編成では、先頭車の空気笛取付け方法の変更、戸閉機械の変更とドアチャイムの追加、座席背面バンドの変更と手掛け設置、洗面台の鏡の材質変更、運転室への日除け増設など、細部が変更された。

### 機器類
床下には機器の取付・取外が可能な機器取付用レールを設置し、製造・整備・仕様変更にともなう機器換装等を容易なものとした。また車両状況自己診断プログラムを搭載するなど車両整備に際しての利便性向上にも重点が置かれた。
主変換装置（CI）は素子に日立製作所製IGBT（2,000 V - 600 A・3レベル方式）を用いたCI8形（一部更新機器はCI8E形）を搭載。コンバータ部とインバータ部から構成され、交流電化区間ではPWMコンバータにより、いったん直流に変換した上でインバータにより三相交流に再変換する。交流電化区間では主変圧器（TM28形・1次巻線 1600 kVA・2次巻線 1350 kVA）により交流20,000 Vは交流900 Vに降圧される。直流電化区間ではインバータ駆動のみとし、本装置1基で1時間定格出力145 kWのMT72形かご形三相誘導電動機4基を一括制御する。営業運転時の最高速度は651系と同一の130 km/h。
補助電源装置はIGBT素子を使用した東洋電機製造製の静止形インバータ（SIV・定格出力210 kVA）を採用している。直流電化区間では架線からの1,500 Vを、交流区間では主変圧器3次巻線から電源が供給され、SIVにより三相交流440 V・60 Hzを出力する。
台車はボルスタレス方式で可変絞り付き空気ばねならびにヨーダンパを搭載するDT64形電動台車・TR249形付随台車を装着。軸箱支持は軸はり式で上下動ダンパーを搭載するほか、軸ばねには防雪カバーを、先頭台車は雪対策として強化型スノープラウを装着する。
集電装置はPS32形交流直流両用シングルアームパンタグラフを搭載する。構造的にはばね上昇・空気下降式で集電舟は651系と共通。本機はE351系に搭載される直流用PS31形をベースに交流区間対応の絶縁碍子を装備する。また中央本線などの狭小トンネル通過には対応していない。
ブレーキ装置は回生ブレーキ併用電気指令式ブレーキを装備し、発電ブレーキを準備工事とした。系統は常用ブレーキ・非常ブレーキ・直通予備ブレーキ・抑速ブレーキ・耐雪ブレーキの5系統とし、付随車のブレーキ力を電動車で負担する遅れ込め制御を行う。
デッドセクションでの主回路切替はE501系電車と同一仕様で、ATS-P地上子を使用した自動切替である。車内照明は直流電源方式で、デッドセクション通過時『常磐線取手〜藤代間』のみ蓄電池からの供給に切り替わり消灯しないが『羽越本線村上〜間島間』『東北本線黒磯〜高久間』では消灯し車内の自動扉も動作しない。

## 形式

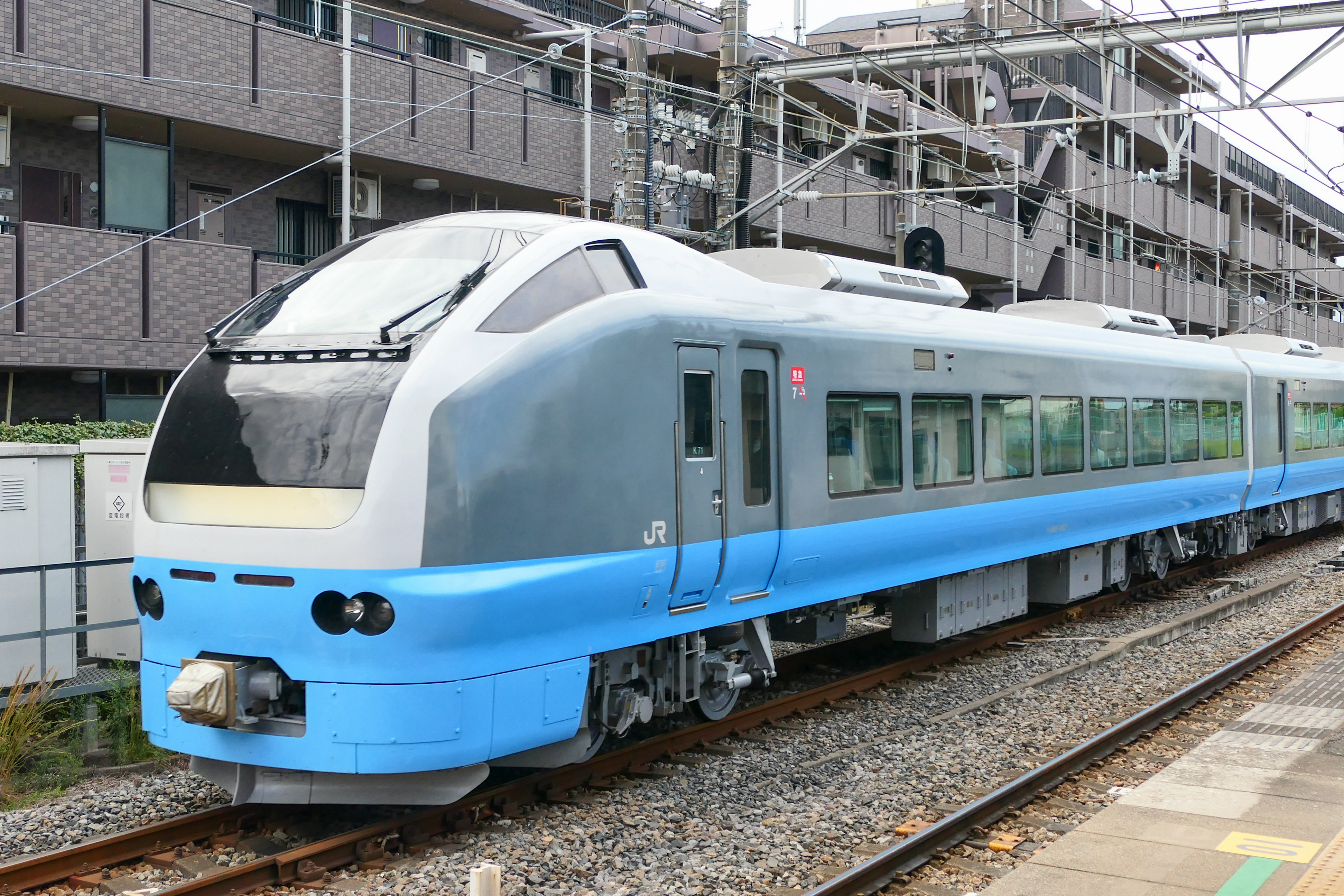
クハE653形1000番台
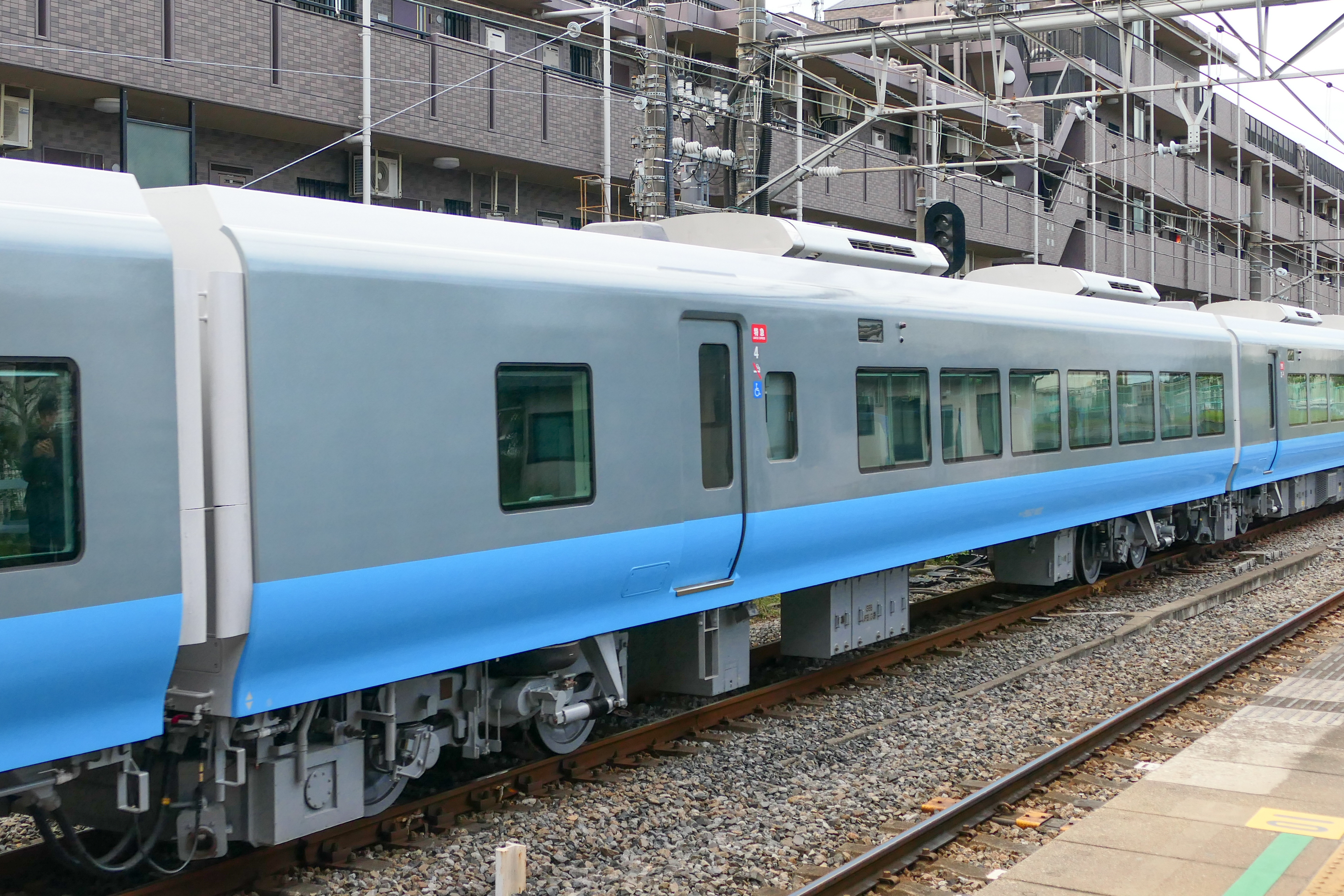
サハE653形1000番台
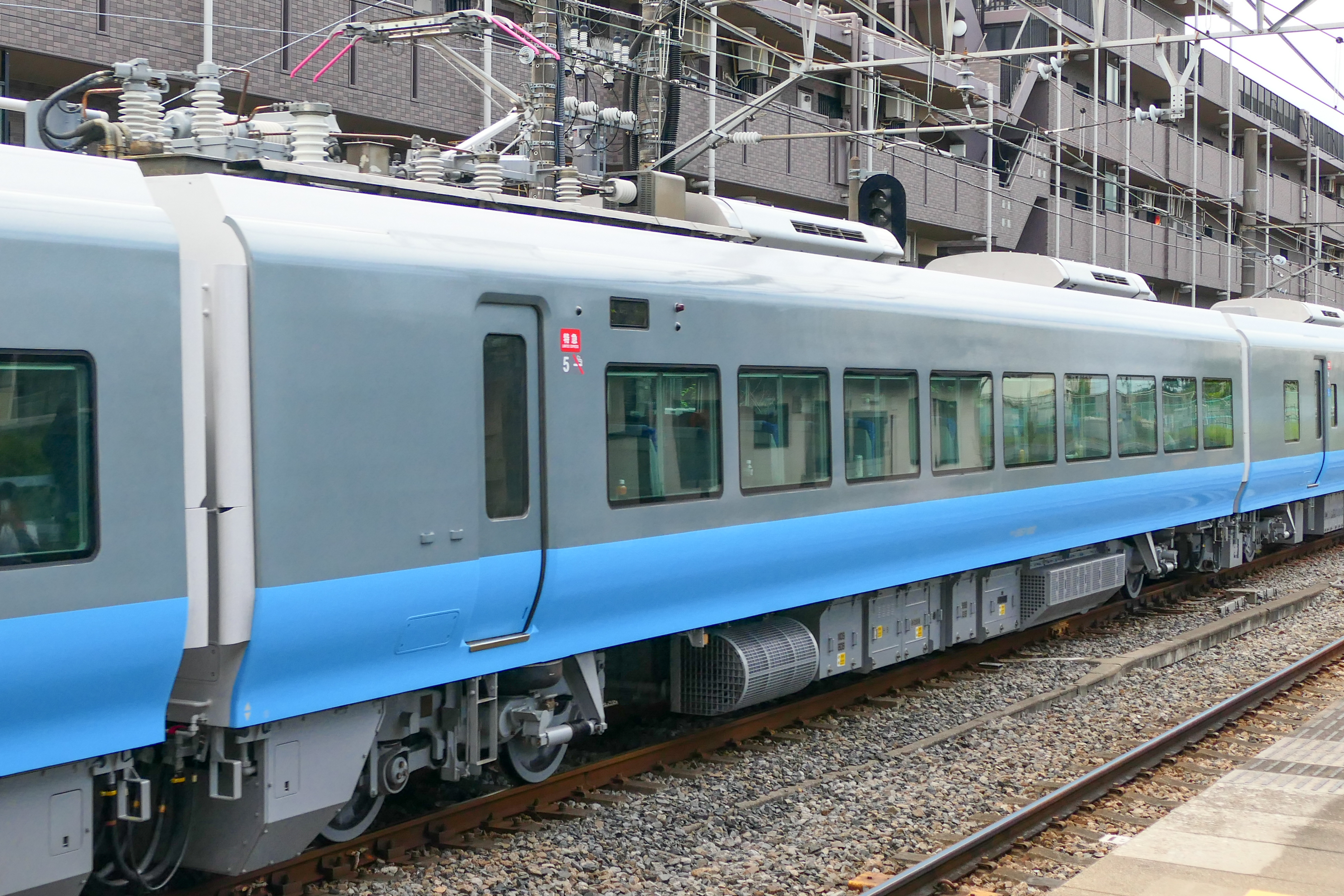
モハE653形1000番台
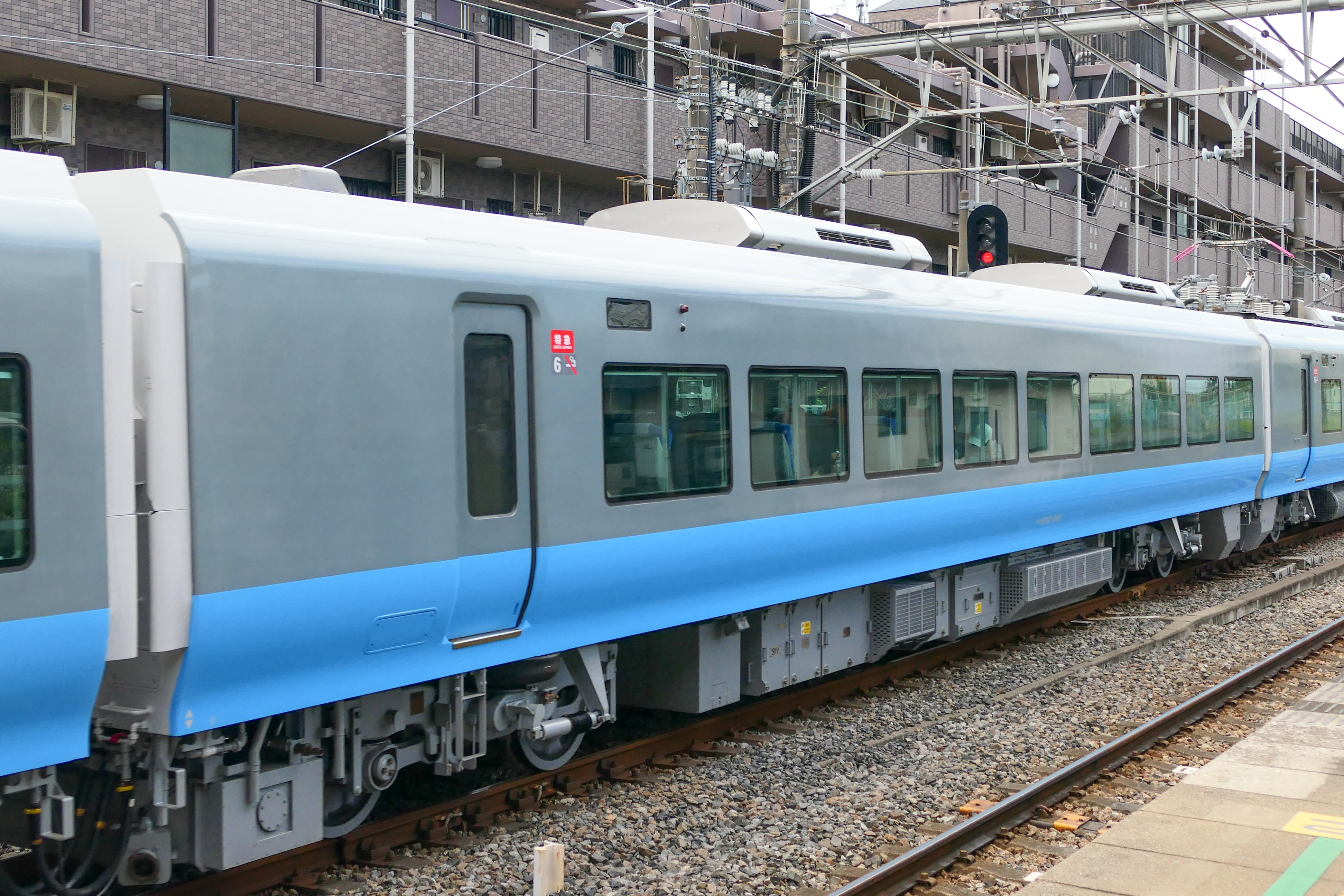
モハE652形1000番台
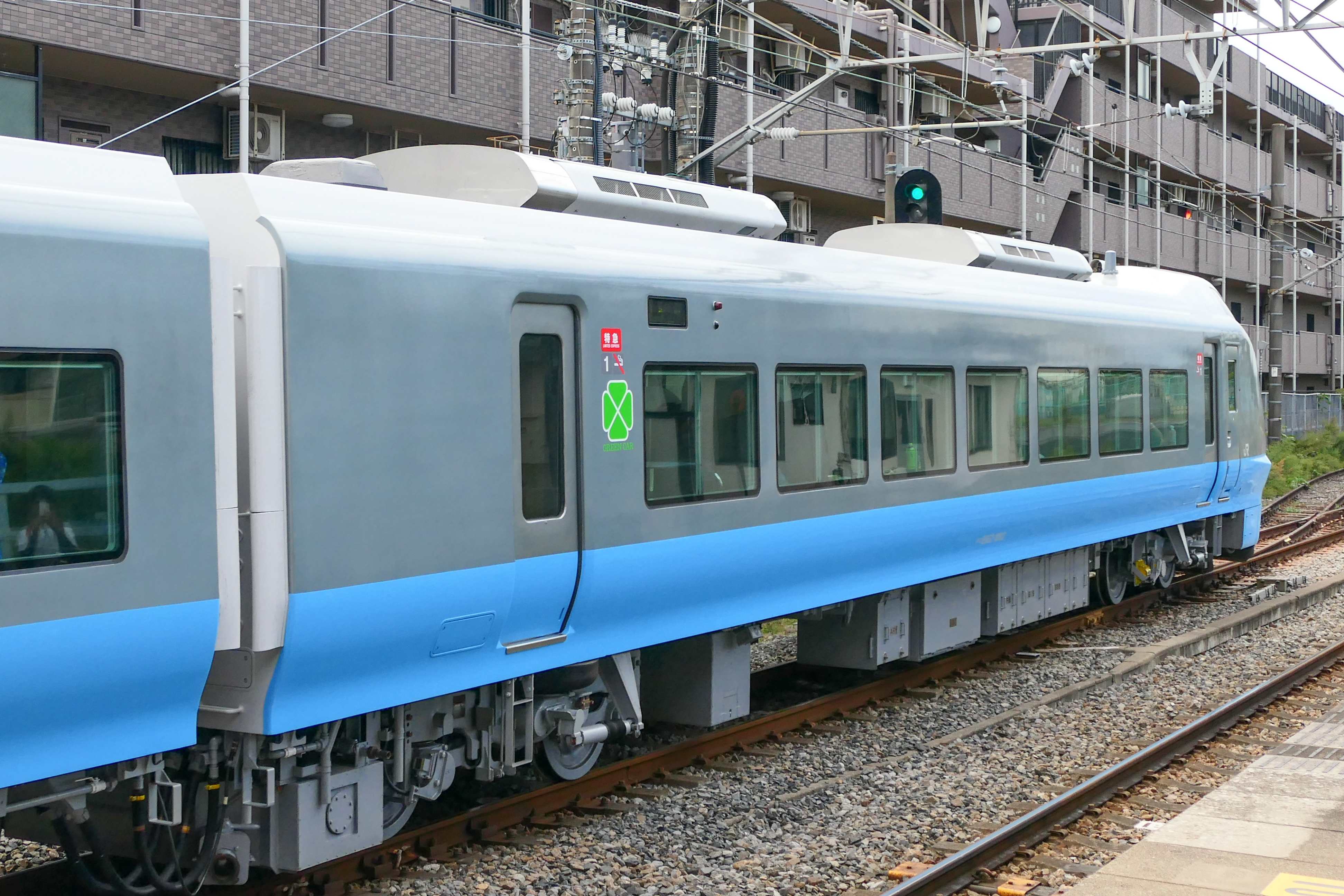
クロE652形1000番台

モハE653形
主変換装置と集電装置を搭載する中間電動車（M1）で、モハE652形とユニットを組む。いわき寄りにデッキを備え、電話室・清涼飲料自動販売機を設置する。定員72人。7両編成の2・5号車と4両編成の2号車（付属編成の9号車）に組成される。
当初は全て0番台であったが「いなほ」転用時に7両編成は1000番台、4両編成は1100番台に改められた。
モハE652形
主変換装置と補助電源装置（静止形インバータ）を搭載する中間電動車（M2）で、モハE653形とユニットを組む。いわき寄りにデッキを備え、トイレと洗面所を設置する。定員72人。7両編成の3・6号車と4両編成の3号車（付属編成の10号車）に組成される。
番台区分に関してはモハE653形と同様。
クハE653形
いわき・新潟向きの制御車（Tc）で、空気圧縮機（CP）と蓄電池箱を搭載し、0番台のみ電気連結器を装備する。いわき寄りにデッキを備える。定員68人。基本編成の7号車には0番台が、付属編成の11号車には100番台が組成される。
「いなほ」転用により1000・1100番台に改められ、それぞれ7・4号車となった。
クハE652形
上野・新井向きの制御車（Tc'）で、0番台のみCPと蓄電池箱を搭載し、0・100番台は電気連結器を装備する。両端にデッキを備え、いわき寄りにトイレ・洗面所を設置する。定員56人。基本編成の1号車には0番台が、付属編成の8号車には100番台が組成される。
「いなほ」転用により1100番台もしくはクロE652形に改められ、前者は4両編成の1号車（定員54人）となった。
サハE653形
7両編成のみに存在する中間付随車。いわき寄りにデッキを備え、車掌室・車販準備室・トイレ・洗面所などを設置。また客室に車椅子スペースを設置しており、最もいわき寄りとなる列は通路側の座席が存在しない。洗面所やトイレは車椅子対応とされ、側引戸も拡幅された。定員54人。4号車に組成される。
クロE652形
全室グリーン車である秋田向きの制御車（Tsc'）で、CPと蓄電池箱を搭載する。両端にデッキを備え、いわき寄りにトイレ・洗面所を設置する。定員18人。1000番台が7両編成の1号車に組成される。座席配列は1＋2の3列式でシートピッチは1,820 mm。前後の仕切りによって各列が独立しており、リクライニングによる干渉が発生しない。また後位側にはラウンジスペースが設置された。
「いなほ」転用に際してグリーン車が必要となったために、クハE652形を改造した。
- クハE653形1000番台
- サハE653形1000番台
- モハE653形1000番台
- モハE652形1000番台
- クロE652形1000番台

## 編成表

### 登場時

#### 勝田電車区
出典
|          | ← いわき・高萩・勝田上野 → | ← いわき・高萩・勝田上野 → | ← いわき・高萩・勝田上野 → | ← いわき・高萩・勝田上野 →                   | ← いわき・高萩・勝田上野 → | ← いわき・高萩・勝田上野 → | ← いわき・高萩・勝田上野 → | 備考           | 備考         | 備考                   |
| 号車     | 7 (14)                     | 6 (13)                     | >5 (12)                    | 4 (11)                                       | 3 (10)                     | >2 (9)                     | 1 (8)                      | 竣工           | 製造         | 塗色                   |
| 形式     | クハE653 (Tc)              | モハE652 (M2)              | モハE653 (M1)              | サハE653 (T)                                 | モハE652 (M2)              | モハE653 (M1)              | クハE652 (Tc')             | 竣工           | 製造         | 塗色                   |
| 搭載機器 | CP,BT                      | CI,SIV                     | MTr,CI                     |                                              | CI,SIV                     | MTr,CI                     | CP,BT                      | 竣工           | 製造         | 塗色                   |
| 車内設備 | 運転室                     | WC                         | 自販,TEL                   | 車椅子席 車椅子WC 多目的室 車掌室 車販準備室 | WC                         | 自販,TEL                   | 運転室 WC                  | 竣工           | 製造         | 塗色                   |
| K301     | 1                          | 1                          | 1                          | 1                                            | 2                          | 2                          | 1                          | 1997年7月22日  | 日立製作所   | スカーレットブロッサム |
| K302     | 2                          | 3                          | 3                          | 2                                            | 4                          | 4                          | 2                          | 1997年8月4日   | 日立制作所   | ブルーオーシャン       |
| K303     | 3                          | 5                          | 5                          | 3                                            | 6                          | 6                          | 3                          | 1997年8月7日   | 近畿車輛     | イエロージョンキル     |
| K304     | 4                          | 7                          | 7                          | 4                                            | 8                          | 8                          | 4                          | 1997年8月26日  | 東急車輛製造 | グリーンレーク         |
| K305     | 5                          | 9                          | 9                          | 5                                            | 10                         | 10                         | 5                          | 1998年11月4日  | 日立製作所   | スカーレットブロッサム |
| K306     | 6                          | 11                         | 11                         | 6                                            | 12                         | 12                         | 6                          | 1998年11月18日 | 近畿車輛     | イエロージョンキル     |
| K307     | 7                          | 13                         | 13                         | 7                                            | 14                         | 14                         | 7                          | 1998年11月24日 | 東急車輛製造 | グリーンレーク         |
| K308     | 8                          | 15                         | 15                         | 8                                            | 16                         | 16                         | 8                          | 1998年11月25日 | 日立製作所   | ブルーオーシャン       |

|          | ← いわき・高萩・勝田上野 → | ← いわき・高萩・勝田上野 → | ← いわき・高萩・勝田上野 → | ← いわき・高萩・勝田上野 → | 備考           | 備考         | 備考               |
| 号車     | 11                         | 10                         | >9                         | 8                          | 竣工           | 製造         | 塗色               |
| 形式     | クハE653 (Tc)              | モハE652 (M2)              | モハE653 (M1)              | クハE652 (Tc')             | 竣工           | 製造         | 塗色               |
| 搭載機器 | CP,BT                      | CI,SIV                     | MTr,CI                     |                            | 竣工           | 製造         | 塗色               |
| 車内設備 | 運転室                     | WC                         | 自販,TEL                   | 運転室 WC                  | 竣工           | 製造         | 塗色               |
| K351     | 101                        | 17                         | 17                         | 101                        | 1998年11月18日 | 近畿車輛     | オレンジパーシモン |
| K352     | 102                        | 18                         | 18                         | 102                        | 1998年11月24日 | 東急車輛製造 | オレンジパーシモン |
| K353     | 103                        | 19                         | 19                         | 103                        | 1998年11月25日 | 日立製作所   | オレンジパーシモン |
| K354     | 104                        | 20                         | 20                         | 104                        | 2005年2月27日  | 日立製作所   | オレンジパーシモン |

凡例
- CI：主変換装置、MTr：主変圧器、SIV：補助電源装置、CP：空気圧縮機、BT：蓄電池
- WC：トイレ、自販：自動販売機、TEL（公衆電話、落成時）

### 転用改造後

#### 新潟車両センター
- 出典[11]

|                                                  | ← 新潟酒田・秋田 → | ← 新潟酒田・秋田 → | ← 新潟酒田・秋田 → | ← 新潟酒田・秋田 → | ← 新潟酒田・秋田 → | ← 新潟酒田・秋田 → | ← 新潟酒田・秋田 →   | 備考           | 備考                 | 備考       | 備考          |
| 号車                                             | 7                  | 6                  | >5                 | 4                  | 3                  | >2                 | 1                    | 竣工           | 改造所               | 塗色       | 勝田転属      |
| 形式                                             | クハE653 (Tc)      | モハE652 (M2)      | モハE653 (M1)      | サハE653 (T)       | モハE652 (M2)      | モハE653 (M1)      | クロE652 (Tsc')      | 竣工           | 改造所               | 塗色       | 勝田転属      |
| U101（K301）                                     | 1001（1）          | 1001（1）          | 1001（1）          | 1001（1）          | 1002（2）          | 1002（2）          | 1001（クハE652-1）   | 2013年6月25日  | 郡山総合車両センター | いなほ     |               |
| U102（K302）                                     | 1002（2）          | 1003（3）          | 1003（3）          | 1002（2）          | 1004（4）          | 1004（4）          | 1002（クハE652-2）   | 2013年8月28日  | 郡山総合車両センター | いなほ     | 2023年8月29日 |
| U103（K303）                                     | 1003（3）          | 1005（5）          | 1005（5）          | 1003（3）          | 1006（6）          | 1006（6）          | 1003（クハE652-3）   | 2013年10月31日 | 郡山総合車両センター | いなほ     |               |
| U104（K304）                                     | 1004（4）          | 1007（7）          | 1007（7）          | 1004（4）          | 1008（8）          | 1008（8）          | 1004（クハE652-4）   | 2014年1月9日   | 郡山総合車両センター | いなほ     |               |
| U105（K305）                                     | 1005（5）          | 1009（9）          | 1009（9）          | 1005（5）          | 1010（10）         | 1010（10）         | 1005（クハE652-5）   | 2014年3月18日  | 郡山総合車両センター | いなほ     |               |
| U106（K306）                                     | 1006（6）          | 1011（11）         | 1011（11）         | 1006（6）          | 1012（12）         | 1012（12）         | 1006（クハE652-6）   | 2014年6月19日  | 郡山総合車両センター | 瑠璃色     |               |
| U107（K307）                                     | 1007（7）          | 1013（13）         | 1013（13）         | 1007（7）          | 1014（14）         | 1014（14）         | 1007（クハE652-7）   | 2014年9月1日   | 郡山総合車両センター | ハマナス色 |               |
| U108(4・5・6号車はK308・制御車と2・3号車はK354） | 1008（104）        | 1015（15）         | 1015（15）         | 1008（8）          | 1016（20）         | 1016（20）         | 1008（クハE652-104） | 2015年3月26日  | 郡山総合車両センター | いなほ     | 2018年11月7日 |

|              | ← 新潟上越妙高・新井 → | ← 新潟上越妙高・新井 → | ← 新潟上越妙高・新井 → | ← 新潟上越妙高・新井 → | 備考           | 備考                 | 備考     |
| 号車         | 4                      | 3                      | >2                     | 1                      | 竣工           | 改造所               | 塗色     |
| 形式         | クハE653 (Tc)          | モハE652 (M2)          | モハE653 (M1)          | クハE652 (Tc')         | 竣工           | 改造所               | 塗色     |
| H201（K351） | 1101（101）            | 1101（17）             | 1101（17）             | 1101（101）            | 2014年12月1日  | 郡山総合車両センター | しらゆき |
| H202（K352） | 1102（102）            | 1102（18）             | 1102（18）             | 1102（102）            | 2014年10月27日 | 郡山総合車両センター | 上沼垂色 |
| H203（K353） | 1103（103）            | 1103（19）             | 1103（19）             | 1103（103）            | 2015年3月4日   | 郡山総合車両センター | しらゆき |
| H204（K308） | 1104（8）              | 1104（16）             | 1104（16）             | 1104（8）              | 2015年2月26日  | 郡山総合車両センター | しらゆき |

#### 勝田車両センター
出典
|             | ← いわき上野 → | ← いわき上野 → | ← いわき上野 → | ← いわき上野 → | ← いわき上野 → | ← いわき上野 → | ← いわき上野 →  | 備考          | 備考       |
| 号車        | 7              | 6              | >5             | 4              | 3              | >2             | 1               | 勝田再転入    | 塗色       |
| 形式        | クハE653 (Tc)  | モハE652 (M2)  | モハE653 (M1)  | サハE653 (T)   | モハE652 (M2)  | モハE653 (M1)  | クロE652 (Tsc') | 勝田再転入    | 塗色       |
| K70（U108） | 1008           | 1015           | 1015           | 1008           | 1016           | 1016           | 1008            | 2018年11月7日 | 国鉄特急色 |
| K71（U102） | 1002           | 1003           | 1003           | 1002           | 1004           | 1004           | 1002            | 2023年8月29日 | 水色       |

## 新潟地区への転用
2013年3月、それまで本系列と651系で運転されていた上野 - いわき間の「スーパーひたち」「フレッシュひたち」全列車がE657系に置き換えられた。
余剰となった本系列の新たな転用計画は、羽越本線・白新線特急「いなほ」への充当が立案され、2012年9月に2013年より485系置き換えに7両編成を転用する予定と報道され、2013年6月26日には新潟支社が同年秋から順次投入するプレスリリースを正式発表した。
さらに北陸新幹線金沢延伸開業に伴う2015年3月14日ダイヤ改正で新潟 - 直江津 - 上越妙高・新井間を信越本線・えちごトキめき鉄道妙高はねうまライン経由で運転する特急「しらゆき」を新設。番台区分を1100番台とした転用改造施工の4両編成を充当することが2014年8月に発表された。この転用に伴い、全車新潟車両センターに転属した。
改造は2013年から2015年にかけて全72両に実施された。7両8編成・4両4編成の内訳は変わらないが、本改造に際して7両編成のK308編成は中間車3両を抜き取った4両編成へ、4両編成のK354編成は前述の3両を組み込んだ7両編成へとそれぞれ変更されている。これはK354編成の製造時期が遅かったために同編成のみ高齢者、身体障害者等の公共交通機関を利用した移動の円滑化の促進に関する法律（交通バリアフリー法）による規制の対象であった（そのままでは単独運用ができない）ことに起因するものである。

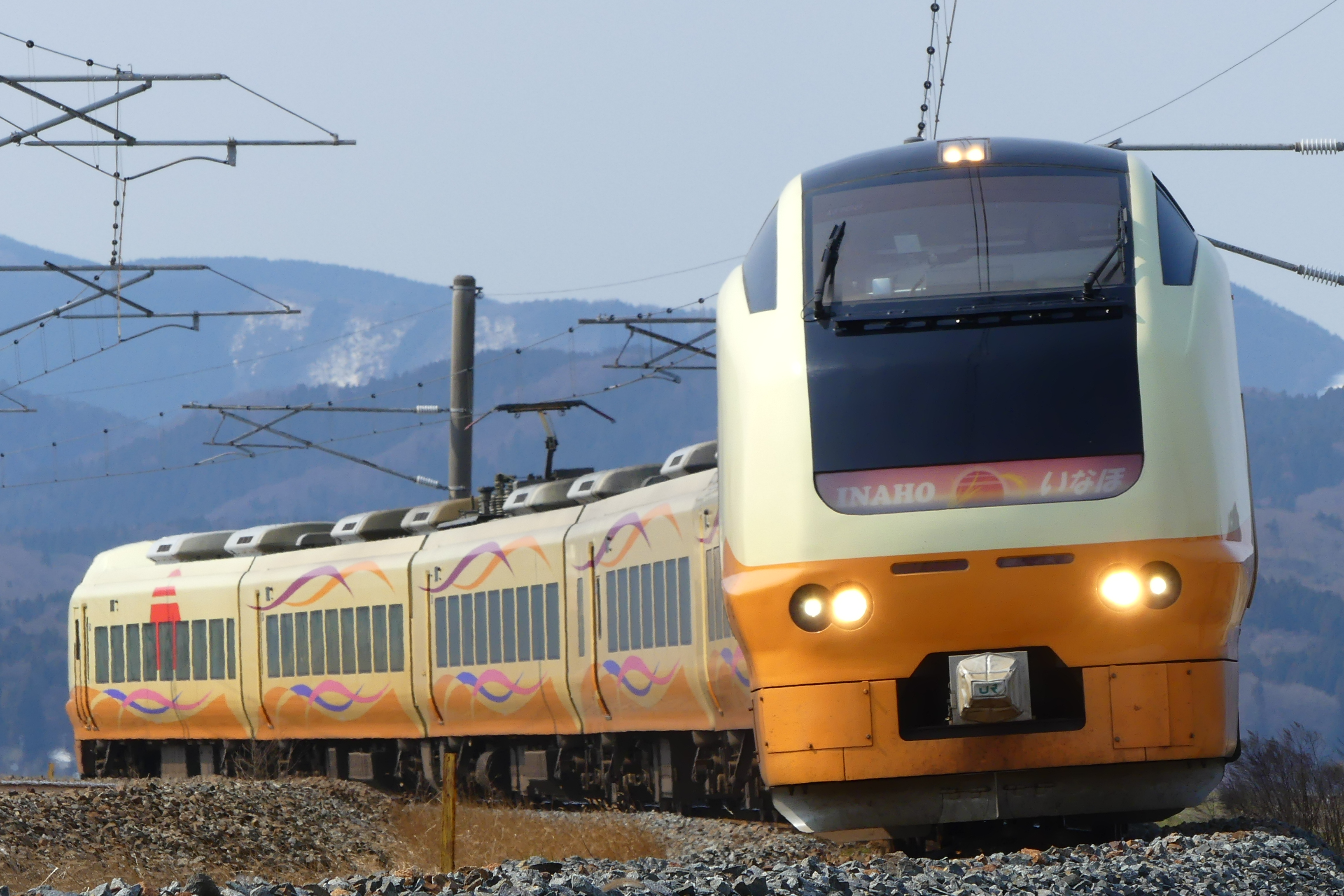
1000番台

### 1000番台
「いなほ」用への転用改造を実施した7両基本編成のグループで、U-101 - U-108の8編成が存在する。改造はすべて郡山総合車両センターで施工された。
最初の7編成（K301 - K307 → U-101 - U-107）は基本編成がそのまま改造されたが、U-108編成はK354編成にK308編成の中間車3両を組み込んだものとなっている。
- 新潟・秋田支社管内での走行環境に適応するため、耐寒耐雪構造を強化[18][19]
  - 強化スカートへ換装
  - スノープラウ・着雪防止装置を装着
  - ワイパー停止位置を縦に変更
  - 台車上部ふさぎ板・空気ばねカバー・高さ調整棒保護材を装着
  - 台車の軸箱を軸箱体と輪軸支えが一体のものへ変更
  - 電動車の制輪子を焼結型へ変更
  - 主要機器へ防雪カバー設置
  - 車端部に着雪防止ふさぎ板設置
  - 客室暖房を強化
- 先頭車の電気連結器を撤去
- 全編成とも、日本海に沈む夕日と稲穂をイメージしたカラーリングに変更
- 普通車シートモケットを「小千谷ちぢみ」へ変更[20]

| 車内 |  | 座席 |  | ラウンジ |
| 車内 |  | 座席 |  | ラウンジ |

- グリーン車の新設（1号車を改造）
- クハE652-104からクロE652-1008への改造に際して、CPと蓄電池を取付

正面の発光装置については改造当初は空白であったが、2016年3月ごろから「いなほ」のイラストつきヘッドマークが入るようになった。
車両番号と形式の推移
| 旧形式            | 旧車両番号 | 新形式   | 新車両番号  |
| ----------------- | ---------- | -------- | ----------- |
| モハE653 モハE652 | 1 - 15・20 | →        | 1001 - 1016 |
| クハE653          | 1 - 7・104 | →        | 1001 - 1008 |
| クハE652          | 1 - 7・104 | クロE652 | 1001 - 1008 |
| サハE653          | 1 - 8      | →        | 1001 - 1008 |

### 1100番台

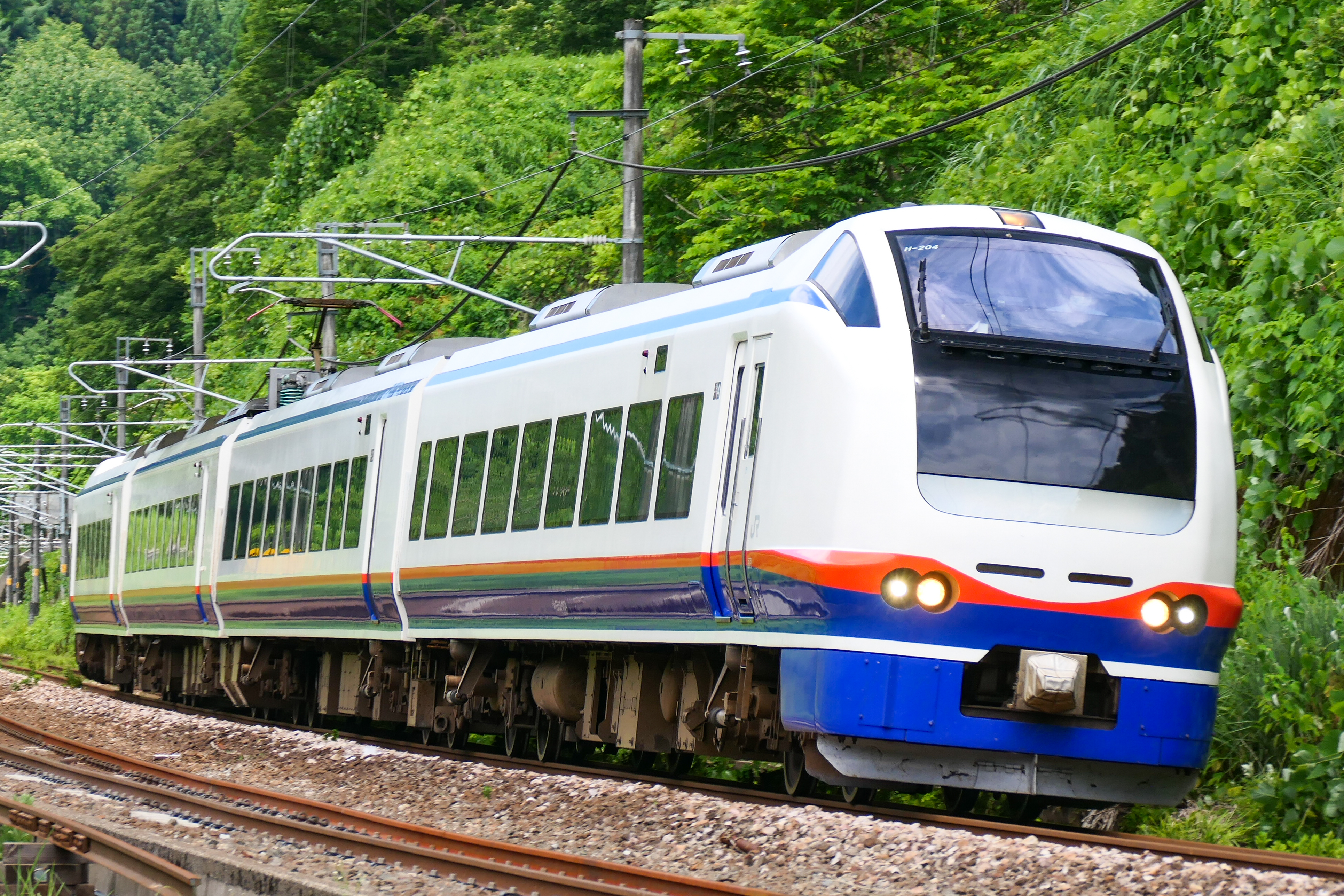
1100番台

「しらゆき」転用改造を実施した4両編成のグループで、H-201 - H-204の4編成が存在する。改造はすべて郡山総合車両センターで施工された。
最初の3編成（K351 - K353 → H-201 - H-203）は付属編成がそのまま改造されているが、H-204編成はK308編成を短縮（前述の中間車3両を脱車）したものとなっている。
改造内容は耐寒耐雪構造強化など1000番台とほぼ同一。独自の内容を以下に示す。
- 車体色をアイボリー基調に上部・下部へ紫紺とした上で朱赤のストライプを配置。
- シートモケットを新幹線E7系・W7系電車に合わせたタイプへ変更。
- クハE652形へ車椅子スペースを設置[注 9]。サハE653形のものと同じ形態をとるもので、2人掛け座席を撤去し1人掛け座席を新設している[注 10]。これに伴い定員が56人から54人へ減少した[23]。
- クハE652-108からクハE652-1104への改造に際して、CPと蓄電池を撤去。

車両番号の推移
| 形式              | 旧車両番号   | 新車両番号  |
| ----------------- | ------------ | ----------- |
| モハE653 モハE652 | 17 - 19・16  | 1101 - 1104 |
| クハE653          | 101 - 103・8 | 1101 - 1104 |
| クハE652          | 101 - 103・8 | 1101 - 1104 |

## 運用

### 勝田車両センター
当初は本系列全車が配置され、特急「フレッシュひたち」（上野駅 - 土浦駅・勝田駅・高萩駅・いわき駅間）に充当されていた。2013年以降は1000・1100番台改造施工と併せて新潟車両センターへ転出し、2014年に配置がなくなったが、2018年11月に1000番台7両1編成が再転入した。
「フレッシュひたち」では、基本7両編成・基本+付属の11両編成・基本編成を2本併結した14両編成の計3種類で運用された。
1997年10月1日のダイヤ改正で、勝田電車区（当時）に配置された7両基本編成4本で営業運転を開始した。1998年には、2次車として7両基本編成4本・4両付属編成3本の計40両が増備され、同年12月8日のダイヤ改正で485系電車の全面置換えを完了した。その後、2005年（平成17年）2月に3次車として4両付属編成1本が増備されている。
2007年3月18日から全車両が禁煙となった。
2012年3月17日ダイヤ改正で一部の「フレッシュひたち」がE657系へ置き換えられ、2013年3月16日ダイヤ改正では「スーパーひたち」「フレッシュひたち」全定期列車がE657系による運転となった。
なお当初の発表では、2012年秋までに「スーパーひたち」「フレッシュひたち」をE657系で統一し、本系列はいわき駅 - 仙台駅間に新設される特急列車に転用される予定となっていた。しかし、東日本大震災による被災や福島第一原子力発電所事故の警戒区域に当該区間が含まれていたことから実現しなかった。
以後は、転用改造が未施工の編成が多客期の臨時「フレッシュひたち」など関東圏の臨時列車で運用されたが、2014年8月17日の「フレッシュひたち92号」を最後に本系列による臨時運用もすべて終了し、全車が新潟車両センターへ転出した。
しかし、2018年11月7日にU108編成（1000番台7両）がK70編成として勝田車両センターへ再転入し、国鉄特急色をイメージした塗装に変更された。以降、2019年2月2日の「E653系おかえり号」を皮切りに、再び関東圏の臨時列車や団体専用列車に充当されている。さらに2023年8月29日にU102編成がK71編成として勝田車両センターへ再転入し、これまでなかった「水色のフレッシュひたち色」として臨時列車や団体専用列車として運用されている。

### 新潟車両センター
2013年6月29日に、上述の転用改造を実施した1000番台U-101編成が竣工。以後、2015年3月までに72両全車に施工され、順次転入した。
編成番号は7両編成（1000番台）がU101 - 108編成、4両編成（1100番台）がH201 - 204編成となった。
2013年9月28日のダイヤ改正にて「いなほ」1往復で運行を開始し、以降も順次運用を拡大した。2014年7月12日には最後まで485系の運用となっていた「いなほ」2往復を置き換え、定期列車全7往復を本系列で統一した。また、2015年3月14日のダイヤ改正からは、新たに運行を開始した特急「しらゆき」でも運用されている。
2018年11月7日、U-108編成が勝田車両センターへ転出した。
2023年3月18日ダイヤ改正以降は以下の定期列車に充当されている。
- U編成（1000番台）
  - 特急「いなほ」（新潟駅 - 酒田駅・秋田駅）
- H編成（1100番台）
  - 特急「しらゆき」（新井駅・上越妙高駅 - 新潟駅）
  - 特急「いなほ」（新潟駅 - 酒田駅）
  - 普通「おかえり上越」（新井駅 - 直江津駅）

なお、かつては快速「らくらくトレイン村上」などの着席通勤列車も本系列によって運行されていたが、2022年3月12日のダイヤ改正で「信越」が廃止されたのを最後に列車自体が消滅している。

#### 1000番台の塗装変更
2017年に、一部編成のエクステリアデザインの変更が発表された。
- U-106編成は海の色を表現した「瑠璃色」となり、2017年10月27日より営業運転を開始した[34][35]。
- U-107編成は「ハマナス色」となり、2017年12月29日より営業運転を開始した[36]。

#### 1100番台の塗装変更
2024年に新潟駅の開業から120年を、羽越本線の全線開通から100年を迎えるのにあわせ、2024年4月15日にH-202編成の塗装をかつて485系電車に採用されていた「上沼垂色」に塗色変更し、2024年4月21日より「しらゆき」および「いなほ」での営業運転を開始した。